# I'm Alive
«I'm Alive» es una canción del grupo británico Electric Light Orchestra, publicada en el álbum de estudio Xanadu (1980). La canción, compuesta por Jeff Lynne, fue también publicada como el primer sencillo de la banda sonora en mayo de 1980.
La canción, también incluida en la película Xanadu, incluyó en el largometraje una introducción instrumental larga, de la cual se puede escuchar un pequeño fragmento en el álbum. La canción fue también incluida en la versión teatral de Xanadu.

## Posición en listas
| País           | Lista                                      | Posición |
| -------------- | ------------------------------------------ | -------- |
| Australia      | Australian Kent Music Report Singles Chart | 27       |
| Canadá         | RPM Top Singles                            | 7        |
| Países Bajos   | GfK Chart                                  | 38       |
| Francia        | SNEP Singles Chart                         | 9        |
| Alemania       | Media Control Charts                       | 16       |
| Irlanda        | Irish Singles Chart                        | 10       |
| Nueva Zelanda  | New Zealand Singles Chart                  | 32       |
| Noruega        | VG-lista                                   | 3        |
| Sudáfrica      | South African Singles Chart                | 9        |
| Reino Unido    | UK Singles Chart                           | 20       |
| Estados Unidos | Billboard Hot 100                          | 16       |
| Estados Unidos | Cash Box Top 100 Singles                   | 14       |
| Estados Unidos | Record World Singles                       | 14       |

## Certificaciones
| País                  | Certificación |
| --------------------- | ------------- |
| Estados Unidos (RIAA) | Oro           |